# Karl Heinemann (Literaturwissenschaftler)

Karl Heinemann

Karl Heinemann (* 9. März 1857 in Deutsch-Eylau; † 4. Juli 1927 in Leipzig) war ein deutscher Literaturhistoriker.

## Leben
Er wurde 1881 in Leipzig mit einer Studie Über das Hrabanische Glossar promoviert und war danach in Leipzig als Gymnasialoberlehrer tätig. Um die Jahrhundertwende erhielt er den Professorentitel. Einem breiten Lesepublikum wurde Heinemann mit den gemeinverständlichen Biographien Goethes Leben und Werke (erstmals 1889) und Goethes Mutter (zuerst 1891) sowie als Redakteur der Blätter für litterarische Unterhaltung und des Litterarischen Jahresberichts bekannt. Als Wissenschaftler trat er vor allem mit Arbeiten über Goethe, Klopstock und die Literatur der Antike hervor. Sein knappes Handbuch Die deutsche Dichtung. Grundriß der deutschen Literaturgeschichte (zuerst 1910), nach dem Tod von Erich Ebermayer, Friedrich Michael und Franz Schultz fortgeführt, war über fast dreißig Jahre ein Standardwerk für Deutschlehrer und Germanistikstudenten. Von 1918 bis 1927 gab Heinemann den Goethe-Kalender heraus. Eine schwere Krankheit, die zur Einschränkung der Bewegungsfähigkeit führte, überschattete seine letzten Lebensjahre. Zuletzt an den Händen gelähmt, konnte er nur noch diktieren.

## Arbeiten in Auswahl
- Über das Hrabanische Glossar, Halle: Niemeyer 1881. (Zugl. phil. Diss. Leipzig 1881)
- Klopstocks Leben und Werke, Bielefeld u. Leipzig: Velhagen und Klasing 1890.
- Die klassische Dichtung der Griechen, Leipzig: Kröner 1912.
- Die klassische Dichtung der Römer, Leipzig: Kröner 1914.
- Die tragischen Gestalten der Griechen in der Weltliteratur, 2 Bde., Leipzig: Dieterich 1920.
- Die Nachkommen Goethes nach seinem Tode. In: Goethe-Kalender 1920, Leipzig: Dieterich 1919, S. 62–75.
- Lebensweisheit der Griechen, Leipzig: Kröner 1922.
- Goethe als Erzieher. In: Goethe-Kalender 1924, Leipzig: Dieterich 1923, S. 96–114.
- Die Terzinen auf Schillers Schädel 1826. In: Goethe-Kalender 1926, Leipzig: Dieterich 1925, S. 80–104.

## Belege
1. ↑  Kürschners Deutscher Literatur-Kalender 1893, Sp. 428 – 1898, Sp. 514 – 1903, Sp. 594 – Nekrolog 1901–1935, Sp. 278
2. ↑  Goethe-Kalender 1928, Leipzig: Dieterich 1927, S. IIIf.

| Personendaten    | Personendaten               |
| ---------------- | --------------------------- |
| NAME             | Heinemann, Karl             |
| KURZBESCHREIBUNG | deutscher Literarhistoriker |
| GEBURTSDATUM     | 9. März 1857                |
| GEBURTSORT       | Deutsch-Eylau               |
| STERBEDATUM      | 4. Juli 1927                |
| STERBEORT        | Leipzig                     |